# Mike Pniewski
Michael A. 'Mike' Pniewski (Los Angeles, 19 april 1961) is een Amerikaans acteur.

## Biografie
Pniewski heeft gestudeerd aan de Universiteit van Californië - Los Angeles en studeerde in 1983 af met een Bachelor of Arts in theater.

## Filmografie

### Films
Selectie:
- 2019 Richard Jewell - als Brandon Walker
- 2017 The Case for Christ - als Kenny London
- 2016 The Founder - als Harvey Peltz Kenny London
- 2013 Safe Haven – als luitenant Robinson
- 2011 Dolphin Tale – als consulterend geneesheer
- 2011 Seeking Justice – als Gibbs
- 2011 Mean Girls 2 – als Mr. Giamatti
- 2009 My Fake Fiance – als Al
- 2006 The Ultimate Gift – als rechercheur
- 2006 Miami Vice – als dokter op Eerste hulp
- 2004 Ray – als buschauffeur
- 2004 The Clearing – als detective Kyle Woodward
- 2003 Out of Time – als agent White
- 2000 Remember the Titans – als politieagent
- 1999 Forces of Nature – als begeleider
- 1998 The Gingerbread Man – als Chatham County sheriff
- 1996 The People vs. Larry Flynt – als vrachtwagenchauffeur
- 1996 A Time to Kill – als hulpsheriff Tatum
- 1991 Life Stinks – als verpleger
- 1987 Spaceballs – als laserschutter
- 1984 Beverly Hills Cop – als klerk in warenhuis

### Televisieseries
Uitgezonderd eenmalige gastrollen.
- 2020 - 2024 Hightown - als Ed Murphy - 18 afl.
- 2018 - 2022 The Good Fight - als Frank Landau - 6 afl.
- 2018 - 2019 The Resident - als Abe Benedict - 5 afl.
- 2014 - 2019 Madam Secretary - als Gordon Becker - 22 afl.
- 2017 Longmire - als rechter Drood - 3 afl.
- 2017 Manhunt: Unabomber - als dr. Charles Epstein - 2 afl.
- 2017 Shots Fired - als Julian Carroll - 5 afl.
- 2014 - 2016 Blue Bloods - als Vaughn Morgan - 4 afl.
- 2015 South of Hell - als sheriff Dickey - 4 afl.
- 2010 – 2015 The Good Wife – als Frank Landau – 13 afl.
- 2014 - 2015 Halt and Catch Fire - als Barry Shields - 5 afl.
- 2013 - 2015 The Game - als coach Sparks - 5 afl.
- 2014 Reckless - als Tom Johnson - 2 afl.
- 2009 – 2014 Drop Dead Diva – als Amos Baldwin – 11 afl.
- 2012 Coma - als rechercheur Jackson - 2 afl.
- 2011 – 2012 Necessary Roughness – als Tony Baldwin – 4 afl.
- 2011 – 2012 Army Wives – als generaal Fleming – 3 afl.
- 2006 – 2010 Law & Order: Criminal Intent – als hoofd recherche Kenny Moran – 6 afl.
- 2007 – 2009 Big Love – als heilige priester – 3 afl.
- 2006 Conviction – als congresman Knowles – 2 afl.
- 2006 The Bold and the Beautiful – als agent Ron Pacheco – 3 afl.
- 2000 The Fugitive – als officier Ben Valken – 2 afl.
- 1998 From the Earth to the Moon – als chirurg – 3 afl.
- 1988 – 1994 L.A. Law – als rechter James McCall – 4 afl.
- 1991 – 1992 Reasonable Doubts – als Al Grondyke – 6 afl.
- 1987 Santa Barbara – als Les – 3 afl.